# Nippon Kagaku Kaishi
Nippon Kagaku Kaishi (japanisch 日本化学会誌) ist eine wissenschaftliche Fachzeitschrift, die von 1880 bis 2002 monatlich im Peer-Review-Verfahren als Open-Access-Zeitschrift von der Chemical Society of Japan herausgegeben wurde. Die Zeitschrift erschien zunächst unter dem Titel Tokyo Kagaku Kaishi (japanisch 東京化學會誌), der 1921 in Nippon Kagaku Kaishi geändert wurde. Davon abweichend lautete der Titel von 1948 bis 1971 Nippon Kagaku Zassi (japanisch 日本化學雜誌). Die Zeitschrift behandelte Themen aus dem Bereich der Chemie.